# Аеродром Аликанте-Елче „Мигел Хернандез”
Аеродром Аликанте-Елче „Мигел Хернандез” (шп. Aeropuerto de Alicante-Elche Miguel Hernández, кат. Aeroport d'Alacant-Elx Miguel Hernández) је међународни аеродром који се налази у Валенсијанској покрајини и опслужује градове Аликанте и Елче на истоку Шпаније, као и бројна мања средоземна летовалишта у овом делу државе. Сам аеродром је смештен између Аликантеа (западно) и Елчеа (источно) на приближно једнакој раздаљини од 10 километара.
Ово је најпрометнији аеродром у овом делу Шпаније, који покрива две покрајине, Валенсију и Мурсију. Такође, овај аеродром је последњих година пети по путничком саобраћају у целој Шпанији - 2024. године кроз њега је прошло више од 18 милиона путника. Велики удео путника су туристи који посећују околна летовалишта на Средоземном мору.
Аеродром Аликанте-Елче „Мигел Хернандез” је битан за четири авио-превозника: „Вуелинг”, „Изиџет”, „Норвиџан ер шатл” и „Рајанер”.